# 卡马尔普尔
卡马尔普尔（Kamalpur），是印度特里普拉邦Dhalai县的一个城镇。总人口5141（2001年）。

## 人口
该地2001年总人口5141人，其中男性2697人，女性2444人；0—6岁人口506人，其中男272人，女234人；识字率81.60%，其中男性为83.80%，女性为79.17%。